# Grupp (matematik)

De möjliga inställningarna hos Rubiks kub och överföringarna mellan dessa tillstånd utgör en matematisk grupp.

En grupp är en typ av abstrakt algebraisk struktur vars studium kallas gruppteori. Grupper är närliggande till den moderna matematikens kategoriteori. 

## Inledande exempel
En av de mest välkända grupperna är mängden av heltal, {\displaystyle \mathbb {Z} }, som består av talen 
..., −4, −3, −2, −1, 0, 1, 2, 3, 4, ...
Följande egenskaper för addition av heltal kan användas som förebild för de axiom som gäller för det mer abstrakta grupp-begreppet: 
1. För alla heltal a, b och c, är (a + b) + c = a + (b + c). Samma påstående kan uttryckas med ord som att om man först adderar a och b och sedan adderar resultatet av den operationen till c får man samma slutresultat som om man skulle addera b och c först och sedan addera a till det resultatet. Det vill säga, om samma tre tal adderas blir det samma resultat oavsett i vilken ordning man utför de två deladditionerna. Denna egenskap kallas associativitet.
2. Om a är ett godtyckligt heltal är 0 + a = a och a + 0 = a. Talet 0, noll, säges vara identitetselement för addition, för om man adderar det till vilket som helst annat tal blir resultatet alltid samma tal.
3. För varje heltal a finns ett tal b, som är sådant att a + b = 0 och b + a = 0. Det tal, b, som har denna egenskap i relation till a sägs vara a:s invers, alternativbenämning inverst element till a. b kan också skrivas -a.

Heltalen och operationen + utgör tillsammans ett matematiskt objekt som hör till en bred klass som har likartade strukturella egenskaper. För att klargöra dessa gemensamma strukturer har man utvecklat de abstrakta definitionerna av grupper.

## Grundläggande definitioner
En grupp (G, •) är en mängd G tillsammans med en binär operator, grupp-operationen, representerad med tecknet ' • ', på G (det vill säga en funktion från G × G till G, dvs när man applicerar operationen på två element i gruppen måste resultatet också ligga i gruppen, något som ibland uttrycks som att operationen är sluten) som uppfyller följande villkor:
| Associativitet.        | För alla a, b och c i G gäller (a • b) • c = a • (b • c).                                                                    |
| Existens av identitet. | Det finns ett element e i G, kallat identiteten i G, med egenskapen e • a = a = a • e för alla a i G.                        |
| Existens av inverser.  | För varje a i G finns ett element b i G, kallat inversen till a, med egenskapen a • b = e = b • a, där e är identiteten i G. |
En konsekvens av dessa villkor är att identiteten i gruppen är unik. En annan konsekvens är att varje element har en unik invers. 
En grupp (G, •) sägs vara kommutativ, eller vanligare abelsk,

om den dessutom uppfyller följande villkor:
| Kommutativitet. | För alla a och b i G gäller a • b = b • a. |
I generell gruppteori skriver man ofta grupp-operationen som en multiplikation, det vill säga r • s noteras {\displaystyle rs}. Inversen till {\displaystyle s} kan noteras {\displaystyle s^{-1}}. Man kan då också definiera potenser, {\displaystyle s^{n}} som produkten av {\displaystyle n} likadana faktorer {\displaystyle s}. För negativa exponenter gäller {\displaystyle s^{-n}=(s^{-1})^{n}}.
För abelska grupper använder man ofta additiv notation, varvid gruppoperationen skrivs {\displaystyle r+s} och inversen {\displaystyle -s}. En summa {\displaystyle s+\cdots +s} av n lika element skrivs då {\displaystyle ns}.

## Symmetrigrupp
En geometrisk figur sägs vara symmetrisk om en avbildning av den resulterar i en identisk (likadan) figur. Ett sådant par av figur och avbildning kallas symmetri. För en kvadrat finns åtta symmetrier, som illustreras i följande bilder. 
| id (identitet, ingen förändring)                                                                                                | r1 (rotation 90° medurs)      | r2 (rotation 180° medurs)          | r3 (rotation 270° medurs)         |
| sv (spegling i vertikalled) | sh (spegling i horisontalled) | sd (spegling i en av diagonalerna) | sc (spegling i en annan diagonal) |
| De åtta symmetrierna för en kvadrat. Hörnen är färgade och numrerade endast för att avbildningarnas effekter ska åskådliggöras. |                               |                                    |                                   |

Dessa avbildningar kan delas in i tre kategorier: 
- Avbildningen som inte förändrar någonting, trivialt symmetrisk för alla former (id)
- Rotation med 90°, 180° eller 270° medsols (r1, r2 eller r3);
- Spegling kring den vertikala, den horisontella eller en av de två diagonala mittlinjerna (sh, sv, sd eller sc)

En sammansättning av avbildningar kan definieras som att man först genomför den ena avbildningen och sedan genomför den andra avbildningen på resultatet av den första. Tillämpat på avbildningarna a och sedan b skrivs detta symboliskt från höger till vänster som 
b • a ("applicera först a och därefter b på resultatet av att applicera a").
Om man till exempel roterar 270° medurs (r3) och sedan speglar horisontellt (sh) så är det samma sak som att reflektera diagonalt (sd). Med de symboler som infördes ovan kan detta skrivas: 
sh • r3 = sd.
Denna sammansättning är markerad med blått i tabellen nedan. 
Man kan definiera en grupp där de åtta symmetriavbildningarna för en kvadrat utgör elementen (en sorts funktioner får utgöra element) och den binära operationen utgörs av sammansättning av avbildningar. Denna grupp kallas dihedral grupp på en fyrhörning, D4.
I grupptabellen till höger förtecknas resultaten av sammansättning av alla de möjliga paren av element i D4.  
| • | id | r1 | r2 | r3 | sv | sh | sd | sc |
| --- | -- | -- | -- | -- | -- | -- | -- | -- |
| id | id | r1 | r2 | r3 | sv | sh | sd | sc |
| r1 | r1 | r2 | r3 | id | sc | sd | sv | sh |
| r2 | r2 | r3 | id | r1 | sh | sv | sc | sd |
| r3 | r3 | id | r1 | r2 | sd | sc | sh | sv |
| sv | sv | sd | sh | sc | id | r2 | r1 | r3 |
| sh | sh | sc | sv | sd | r2 | id | r3 | r1 |
| sd | sd | sh | sc | sv | r3 | r1 | id | r2 |
| sc | sc | sv | sd | sh | r1 | r3 | r2 | id |
| Elementen id, r1, r2, och r3 utgör en delgrupp som markerats med rött (den övre vänstra regionen). En höger- respektive vänstersidoklass till denna delgrupp är markerad med grönt (i den nedersta raden) respektive gult (den högraste kolumnen). |    |    |    |    |    |    |    |    |

Med denna bakgrund kan gruppaxiomen förstås på följande sätt: 
1. Slutenhetsaxiomet kräver att sammansättningen b • a av ett godtyckligt par av de åtta avbildningarna, a och b, också ingår bland dessa avbildningar. Ett ytterligare exempel på applicering av gruppoperationen är 
r3 • sh = sc,
det vill säga att rotation 270° medurs efter spegling horisontellt är samma avbildning som spegling längs mot-diagonalen (sc). Ja, det är faktiskt så att alla de andra kombinationerna av två av avbildningarna resulterar i en av avbildningarna. Detta kan man kontrollera genom att gå igenom grupptabellen.
2. Associativitetskravet handlar om sammansättning av mer än två avbildningar: Om man startar med tre element a, b and c i D4 och vill bilda sammansättningar av dem i den ordning de räknas upp här, så kan det göras på två olika sätt. 
a • b • c kan tolkas på två sätt:
(a • b) • c eller a • (b • c)
Man kan sätta samman a and b först och få en avbildning, som sedan sätts samman med c. Alternativt kan man sätta samman b och c först, och därefter sätta samman a med resultatet av detta. Associativitetskravet innebär att dessa två varianter alltid ger samma slutresultat: 
(a • b) • c = a • (b • c)
Som exempel kan man kontrollera likheten  (sd • sv) • r2 = sd • (sv • r2) genom att använda grupptabellen till höger. 
| (sd • sv) • r2 | = | r3 • r2 | = | r1, är samma sak som |
| sd • (sv • r2) | = | sd • sh | = | r1.                  |
Associativitetsregeln gäller för de här symmetriavbildningarna för kvadraten och för addition av heltal. Men den gäller inte för alla tänkbara operationer. Den gäller till exempel inte för subtraktion av heltal: (7 − 3) − 2 = 2 ger inte samma resultat som 7 − (3 − 2) = 6.
3. Identitetselementet i D4 är avbildningen id, den avbildning som inte ändrar någonting. För alla avbildningar a som är element i D4 gäller att om man utför id efter att ha utfört a (eller a efter id) så blir resultatet a. Uttryckt i symbolisk form blir detta, 
id • a = a, och
a • id = a.
4. Ett invers-element återställer den transformation som åstadkoms av ett annat element. Var och en av symmetriavbildningarna kan återställas. Följande avbildningar är sina egna inverser: id, 180° rotation r2, och alla speglingarna, sh, sv, sd, sc. Detta framgår av att om man genomför någon av dessa transformationer två gånger efter varandra så blir slutresultatet samma som det man började med. Rotationerna r3 och r1 är varandras inverser, för om man roterar 90° och sedan roterar 270° (eller gör samma transformationer i den andra ordningen) så får man en total rotation av 360°vilket innebär att figuren är precis samma som den man började med. Med symbolerna skrivs detta
sh • sh = id,
r3 • r1 = r1 • r3 = id.

Till skillnad från gruppen av heltal, som beskrivs ovan, där resultatet inte påverkas av i vilken ordning transformationerna utförs, har ordningsföljden betydelse i D4: sh • r1 = sc men r1 • sh = sd. Operationen i D4 är inte kommutativ. Detta kan också uttryckas som att D4 inte är abelsk. Detta gör att den här gruppens struktur är svårare än heltalsgruppen.

## Delgrupp
En delgrupp H till en grupp (G,•) är en delmängd till G som i sig är en grupp med samma operator.
Om G är en ändlig grupp gäller att antalet element i H delar antalet element i G (se Lagranges sats).

## Grupphomomorfi
En grupphomomorfi från en grupp G till en grupp H är en funktion från G till H som "respekterar gruppstrukturen", det vill säga överför en produkt i en produkt. För att funktionen f från G till H skall vara en homomorfi krävs alltså precis att
{\displaystyle f(ab)=f(a)f(b)}
för alla a och b i G.

### Isomorfi
Två grupper {\displaystyle (G,*)} och {\displaystyle (H,\circ )} kallas isomorfa om det finns en gruppisomorfi mellan dem, det vill säga en bijektiv avbildning {\displaystyle f:G\rightarrow H} sådan att {\displaystyle f(a*b)=f(a)\circ f(b)}. Noteras ofta {\displaystyle (G,*)\cong (H,\circ )} eller bara {\displaystyle G\cong H}. Isomorfi är en ekvivalensrelation och delar alltså upp klassen av alla grupper i ekvivalensklasser. Ur en abstrakt synvinkel ser man isomorfa grupper som en och samma grupp.

## Viktiga klasser av grupper
En ändlig grupp är en grupp med ändligt många element. Antalet element kallas gruppens ordning.
Den cykliska gruppen genererad av ett element {\displaystyle a} består av alla potenser av {\displaystyle a}. Noteras ofta {\displaystyle \langle a\rangle }. Varje cyklisk grupp är isomorf med antingen {\displaystyle (\mathbb {Z} ,+)} eller {\displaystyle (\mathbb {Z} _{n},+)} genom att {\displaystyle a\mapsto 1} definierar en isomorfism.
Den symmetriska gruppen {\displaystyle S_{n}} är gruppen av alla permutationer av en mängd med {\displaystyle n} element. Varje grupp är isomorf med en delgrupp till den symmetriska grupp som består av permutationer av gruppen själv.

## Exempel
- Heltalen {\displaystyle \mathbb {Z} } med addition, betecknas {\displaystyle (\mathbb {Z} ,+)}, är en oändlig cyklisk grupp som genereras av 1 eller -1.
- De nollskilda rationella talen {\displaystyle \mathbb {Q} ^{*}} med multiplikation, betecknas {\displaystyle (\mathbb {Q} ^{*},\cdot )}
- De nollskilda reella talen {\displaystyle \mathbb {R} ^{*}} med multiplikation, betecknas {\displaystyle (\mathbb {R} ^{*},\cdot )}
- De nollskilda komplexa talen {\displaystyle \mathbb {C} ^{*}} med multiplikation, betecknas {\displaystyle (\mathbb {C} ^{*},\cdot )}
- Talen {\displaystyle \{0,1,2,\cdots ,n-1\}} och addition modulo n, betecknas {\displaystyle (\mathbb {Z} _{n},+)}, är en ändlig cyklisk grupp. Varje element som är relativt primt med 'n' genererar gruppen.

## Operationer på grupper

### Kvotgrupper
Givet en grupphomomorfi {\displaystyle G\rightarrow H} kan man visa att bilden av homomorfin utgör en delgrupp till H, samt att kärnan K, det vill säga de element i G som avbildas på enhetselementet i H, utgör en delgrupp till G.
Det visar sig att bilden kan återskapas upp till isomorfi enbart utifrån G och delgruppen K, nämligen som kvotgruppen av G med avseende på K. Mer allmänt kan man alltid givet en grupp G och en s.k normal delgrupp N konstruera kvoten G/N enligt följande:
Låt N vara en delgrupp till G. Givet ett element {\displaystyle g\in G} definierar vi den vänstra sidoklassen gN till N med avseende på g som mängden av element på formen gn för något element {\displaystyle n\in N}, samt den högra sidoklassen Ng som mängden av element på formen ng för något element {\displaystyle n\in N}. Man kan visa att varje element i g kommer att tillhöra en och endast en vänster- respektive höger sidoklass.
Delgruppen N sägs vara normal om för varje g så gäller gN=Ng.
För en normal delgrupp N till G definieras nu kvotgruppen G/N som mängden av sidoklasser tillsammans med den operation som ges av gN*g'N=gg'N. Man kan visa att detta ger en väldefinierad operation. 
Det finns nu en naturlig grupphomomorfi {\displaystyle G\rightarrow G/N} som ges av {\displaystyle g\rightarrow gN}. N kommer att vara kärnan för denna homomorfi, och G/N är bilden.

### Direkt produkt av grupper
Givet två grupper G och H kan man definiera deras direkta produkt {\displaystyle G\times H} som mängden av par {\displaystyle \{(g,h)\mid g\in G,h\in H\}} med operationen (g,h)*(g',h')=(gg',hh'). Enhetselementet utgörs av {\displaystyle (e_{G},e_{H})} och inversen till (g,h) ges av {\displaystyle (g^{-1},h^{-1})}. Från  {\displaystyle G\times H} finns nu projektionsavbildningar till G respektive H vars kärna är H respektive G, så att H är kvoten av {\displaystyle G\times H} med undergruppen {\displaystyle G\times \{e_{H}\}} och vice versa.